# Abbaye de Vauxbons
L'abbaye de Vauxbons (Vallis baonis) est une ancienne abbaye cistercienne de femmes, située à Vauxbons, dans la Haute-Marne, en région Grand Est (ex-région Champagne-Ardenne).

## Histoire
L'abbaye de Vauxbons était déjà en voie d'exécution en 1175, époque où elle reçut ses premières donations.
En 1181, Thibaut de Saint-Loup, avec l'accord de sa femme Elisabeth, fonde l'abbaye de Vauxbons pour leur fille Luce qui se fait religieuse. 
La fondation de l'abbaye fut confirmée par une charte de Pierre III de Grancey, abbé de Saint-Bénigne.
Vers 1191, l'abbaye de femmes sous la vocable de Saint-Pierre, attenante à l'église Saint-Pierre Saint-Paul (abbatiale Sancli Pelri) à Langres, mentionnée pour la première fois en 887, voit ses religieuses transférées à Vauxbons,.
Comme beaucoup d'abbayes cisterciennes, Vauxbons est soumise à l'abbaye Notre-Dame de Tart, près de Dijon, et l'abbesse doit se rendre à Tart chaque année pour l'assemblée générale. 
L'abbaye de Vauxbons apparait comme une communauté pauvre et fragile, qui semble avoir eu un long conflit avec l'abbaye voisine de Longuay à propos du territoire des Goulles.
En 1216, l'évêque de Langres Guillaume de Joinville prend des mesures pour sortir les religieuses de Vauxbons de la misère, qui ne devront plus dépasser le nombre de douze religieuses, une abbesse, un prêtre pour les diriger, plus deux convers et deux converses pour les besoins de l'abbaye. Le chapitre de Saint Mammès prend leurs biens à ferme perpétuelle. Un village prend alors naissance autour de l'abbaye, qui appartient en partie aux chanoines de Langres, et en partie à l'abbaye.
En 1237, une charte de Frédéric de Pontailler, chanoine et officiai de Langres, atteste qu'Audroin de Bissey, damoiseau, a donné à l'abbaye de Vauxbons un fief situé près de Langres, sur la montagne de Châtoillenet au-dessus de Brevoine.
A la fin du XIVe siècle, l'abbaye est ruinée par les Anglais lors de la guerre de Cent Ans.
En 1394, le chapitre général de l'ordre de Citeaux décide de supprimer l'abbaye et de réunir ses bien à l'abbaye d'Auberive. Il n'y avait alors plus que deux religieuses, réduites à la plus grande misère. La réunion ne fut définitive qu'en 1404, sous l'autorité de Matthieu, abbé de Clairvaux, après dix ans de résistance de la dernière religieuse, assurée de conserver sa fonction abbatiale à la tête de Colonges.
Un ou plusieurs prêtres religieux sont alors placés à Vauxbons pour y acquitter les fondations et aussi pour desservir la nouvelle paroisse qui s'était formée peu à peu autour de l'abbaye.

## Filiation et dépendances
La Crête est fille de l'abbaye de Tart.  Afin d'exploiter ses terres, l'abbaye a possédé des convers et des serviteurs.
- Ferme du Bugey est donnée aux frères hospitaliers de Beauchemin, qui dépendront par la suite de l'abbaye de Mormant, en 1185 par Gui de Poinson[5]. Elle est ensuite cédée par l'abbaye de Mormant à Vauxbons en 1374. Seul reste aujourd'hui le lieu-dit la ferme du Bugey situé à Vauxbons.

## Liste des abbesses
- Luce de Saint-Loup, probable première abbesse.

## Sources
- L'abbé Roussel, Le diocèse de Langres : histoire et statistique, 1875.
- Émile Jolibois, La Haute-Marne ancienne et moderne, 1858.